# Oxypilus enei
Oxypilus enei es una especie de mantis de la familia Hymenopodidae.

## Distribución geográfica
Se encuentra en Camerún, Nigeria y Togo.